# Jörg Reichlin

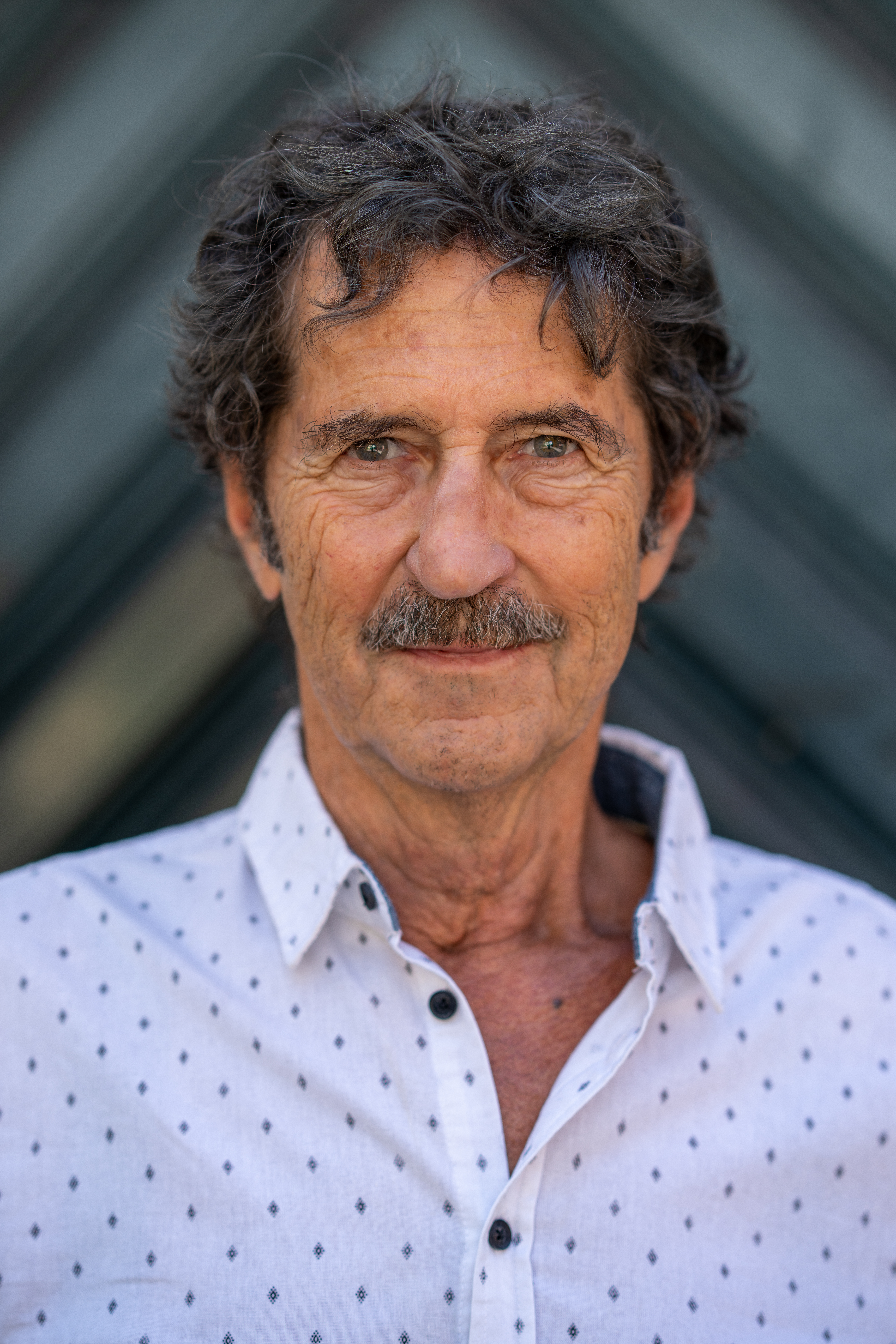
Jörg Reichlin

Jörg Reichlin (* 25. August 1949 in Saas Fee) ist ein Schweizer Schauspieler, Regisseur und Autor.

## Leben

### Ausbildung und Theater
Jörg Reichlin wurde im Kanton Wallis geboren. Von 1970 bis 1973 absolvierte er seine Schauspielausbildung am Bühnenstudio der Schauspielakademie Zürich. Erste Engagements hatte er 1973 am Theater am Neumarkt in Zürich und bei den Luisenburg-Festspielen in Wunsiedel. 1973/74 war er als Gast am Stadttheater Bern engagiert. 1974/75 war er mit der Schweizer freien Theatergruppe «Theater 58 Zürich» auf Tournee. 1976/77 spielte er an der Lore-Bronner-Bühne in München und am «Galerietheater Die Rampe» in Bern.
Von 1977 bis 1980 trat er am Theater an der Winkelwiese in Zürich auf. Ab 1981 spielte Jörg Reichlin regelmässig am Theater für den Kanton Zürich. Weitere Bühnenengagements hatte er am Atelier-Theater Bern (1986), am Städtebundtheater Biel-Solothurn (1987–1989), bei den Burgfestspielen Mayen (1990) und am Stadttheater Luzern (1992/93). Er spielte am Schauspielhaus Zürich, am Stadttheater Basel, am Stadttheater Freiburg im Breisgau sowie bei diversen Tourneen.
Im Laufe seiner Karriere stand Reichlin in über 120 verschiedenen Rollen auf der Bühne. Zu seinen Bühnenrollen gehörten u. a. der Mackie Messer, Graf Wetter von Strahl (am Theater Biel-Solothurn, Regie: Neidhardt Nordmann), Mosca, Bluntschli, Sir Andrew von Bleichenwang, Jupiter im Kleist’schen «Amphitryon» (Kleist), der Soldat in «Andorra», Romeo und die Titelrolle in «Der Regenmacher».
Reichlin arbeitete neben seiner Tätigkeit als Schauspieler regelmässig auch als Theaterregisseur. Er realisierte über dreissig eigene Inszenierungen. Von 1993 bis 1998 war Reichlin für sechs Spielzeiten Künstlerischer Leiter und Intendant der Burgfestspiele Bad Vilbel, wo er mit eigenen Inszenierungen (u. a. Stücke von Shakespeare, Ben Jonson, Dario Fo und Eugène Labiche) hervortrat.
Seit 1977 verfasste er auch Theaterstücke. Sein erstes Bühnenwerk «Der Fensterputzer Karl» wurde von in Deutschland über 200 Mal aufgeführt. Später folgten Musicals, Hörspiele und Drehbücher. 1988 gründete er die berufsbegleitende Schauspielschule «BeScha» in Aarau. Mit Schülern und Laien inszenierte er mehrere Theaterstücke und Musicals.

### Film und Fernsehen
Reichlin stand in zahlreichen Kino- und TV-Rollen vor der Kamera. Seine TV-Karriere begann im Jahre 1969, noch vor seiner Schauspielausbildung, in einem NDR-Fernsehstudio in Hamburg, wo er für die Gerichtsshow «Das Fernsehgericht tagt» einen Haschisch-Dealer spielte.
Seine bekannteste Filmrolle spielte Reichlin unter der Regie von Egon Günther in der für das Fernsehen der DDR und das Schweizer Fernsehen als Ko-Produktion entstandenen Literaturverfilmung «Ursula» (1978). In dem Film, der aufgrund freizügiger Szenen, einer möglichen Verletzung religiöser Gefühle und der kontroversen Darstellung von Zwingli und den Täufern zum Fernsehskandal wurde, stellte Reichlin den Söldner Hansli Gyr dar.
In dem österreichischen TV-Liebesdrama «Mirko und Franca» (1979) verkörperte er an der Seite von Irina Wanka als jugoslawischer Bildhauer Mirko, der sich in der italienischen Hafenstadt Triest in die psychisch labile Franca verliebt, die männliche Hauptrolle.
Er wirkte im deutschen, schweizerdeutschen und französischen Sprachraum ausserdem in diversen Fernsehfilmen und Fernsehserien mit.

### Privates
Jörg Reichlin ist verheiratet und Vater von vier Kindern. Er lebt seit einigen Jahren am Fuss des Bachtels in Rüti ZH.

## Filmografie (Auswahl)
- 1970: Das Fernsehgericht tagt: Schmuggel (Fernsehserie, eine Folge)
- 1978: Ursula (Fernsehfilm, DDR/Schweiz)
- 1979: Mirko und Franca (Fernsehfilm, Österreich)
- 1981: Der Hunger, der Koch und das Paradies (Fernsehfilm, Schweiz)
- 1998: Die Wache: Verlorenes Spiel (Fernsehserie, eine Folge)
- 1999: Verbotene Liebe (Fernsehserie, Nebenrolle)
- 2004: The Ring Thing (Kinofilm, Schweiz)
- 2006: Sonjas Rückkehr (Fernsehfilm, Schweiz)
- 2011: Liebling, nach der Hochzeit bin ich weg (Fernsehfilm, Deutschland)
- 2012: Der Schlunz – Die Serie (Fernsehserie)
- 2015: Station Horizon: Deuxième Chance (Fernsehserie, eine Folge)
- 2016: Club der roten Bänder: Die Expedition (Fernsehserie, eine Folge)
- 2017: Papa Moll (Kinofilm, Schweiz)
- 2021: Am Rande der Zeiten